# Emil Bemström
Emil Erik Bemström, född 1 juni 1999 i Nyköping i Södermanland, är en svensk professionell ishockeyspelare som tillhör NHL-organisationen Columbus Blue Jackets.

## Klubblagskarriär
Som ung spelade han i Järna SK innan han kom till Leksands IF:s juniorlag. Där vann han SM-silver med J18-laget 2016. Året därpå vann han målligan i J20 superelit norra. Bemström gjorde SHL-debut med Leksands IF säsongen 2016-2017 och spelade 5 matcher för klubben. 2018 var det dags igen, denna gången med Djurgårdens IF där pappa Jörgen var tränare. Han inledde säsongen starkt med tre gjorda mål på de två första matcherna och han avslutade säsongen med att vinna SHLs skytteliga säsongen 2018–19 med 23 gjorda mål. 2017 draftades han av Columbus Blue Jackets i fjärde rundan. Han skrev på sitt treåriga entry level-kontrakt med klubben den 14 maj 2019.

## Landslagskarriär
Under Junior-VM 2018/19 blev Emil Bemström en av de ledande målskyttarna i det svenska laget.

## Privatliv
Emil Bemström är son till ishockeytränaren Jörgen Bemström. Den tidigare ishockeyspelaren Stefan Bemström är hans farbror.